# Хенлопен
Хенлопен (англ. Cape Henlopen) — мыс на юге залива Делавэр на атлантическом побережье США. Расположен в штате Делавэр, недалеко от города Льюис, в месте впадения залива Делавэр в Атлантический океан. У берега залива находятся два маяка: маяк Харбор-оф-Рефьюдж и маяк Ист-Энд на волнорезе Делавэр.

## Парк штата

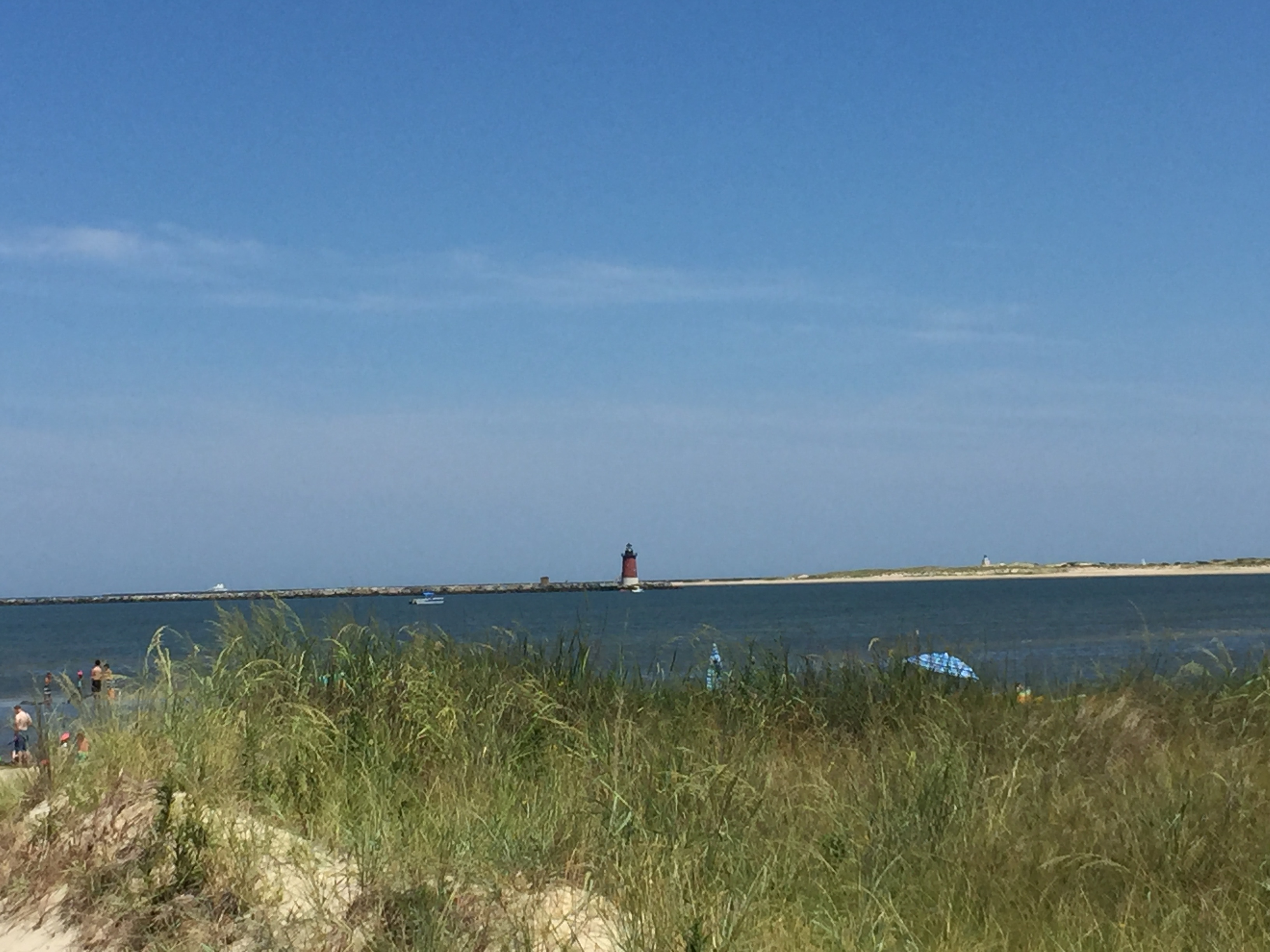
Мыс Хенлопен с рыбацкого пирса

Лагерь Хенлопен служит восточной конечной точкой Американской тропы открытий, единственной пешеходной тропы в Соединенных Штатах, проходящей от побережья до побережья.

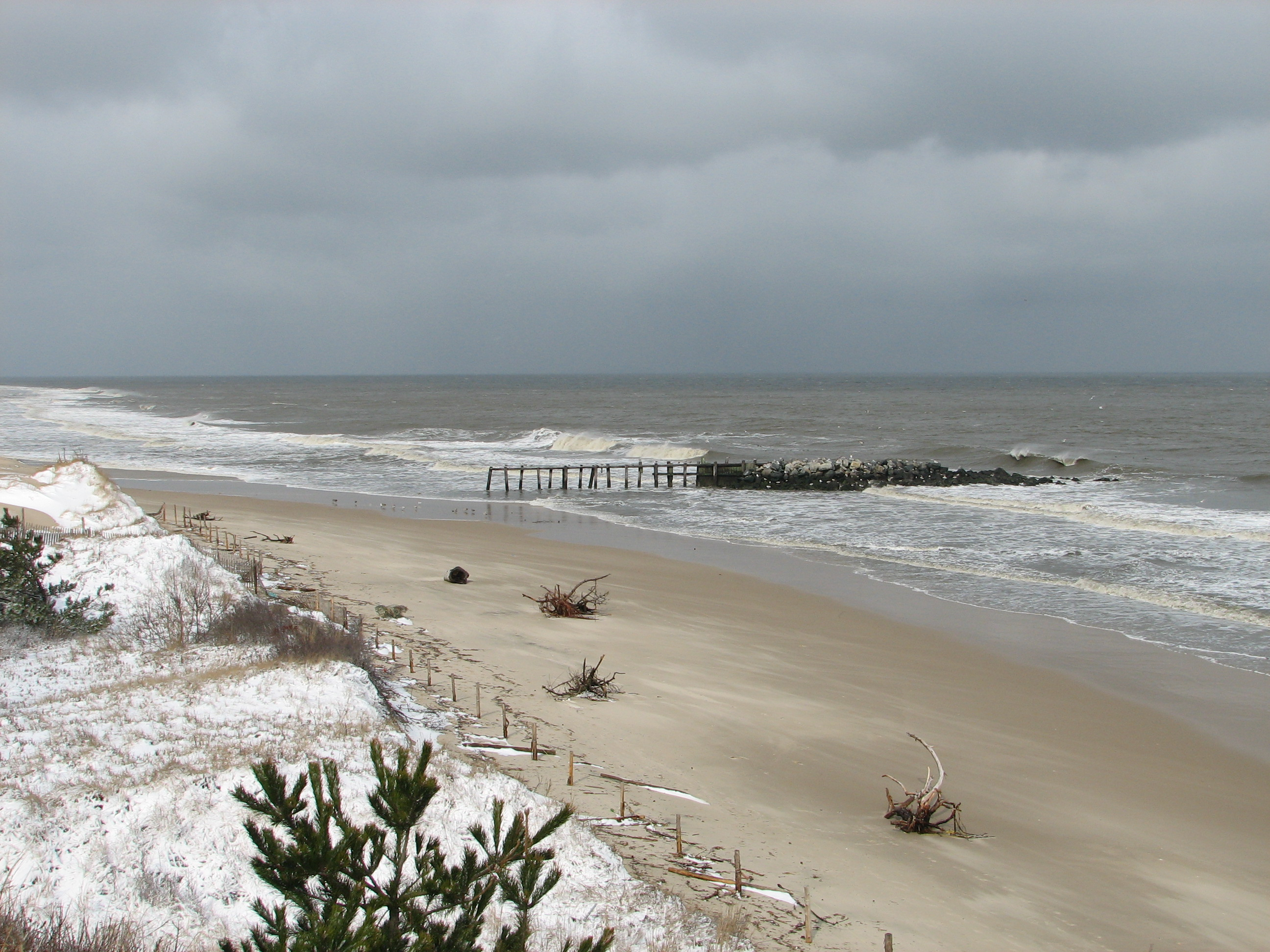
Вид на север с Херринг-Пойнт

.